# Hands of Time
Hands Of Time är ett musikalbum av Kingdom Come. Det släpptes 1991 och var bandets tredje album.

## Låtlista
Alla låtar är gjorda av Lenny Wolf och Carol Tatum, förutom där annat anges.
1. "I've Been Trying" (Wolf) – 4:52
2. "Should I" – 5:39
3. "You'll Never Know" – 3:26
4. "Both of Us" – 3:12
5. "Stay" – 3:09
6. "Blood on the Land" – 4:13
7. "Shot Down" – 3:09
8. "You're not the Only... I Know" – 4:16
9. "Do I Belong" – 3:32
10. "Can't Deny" (Marty Wolff, Wolf) – 3:29
11. "Hands of Time" – 3:27

## Bandmedlemmar
- Lenny Wolf – sångare, gitarr, bas.
- Bert Meulendijk – gitarr
- Marco Moir – gitarr
- Blues Saraceno – gitarr
- Steve Burke – trummor
- Jimmy Bralower – trummor
- Koen van Baal – synth